# Reòstat

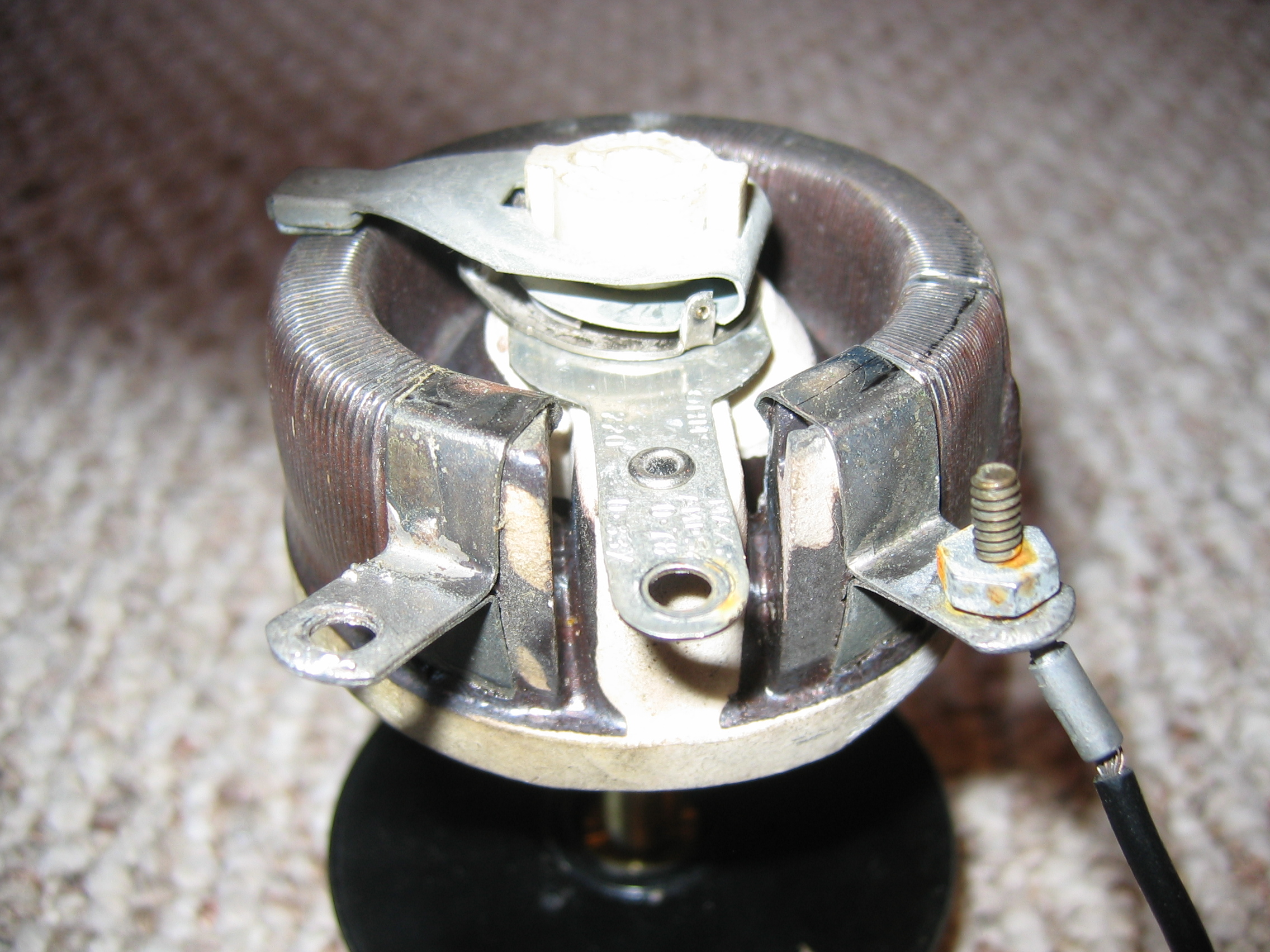
Un reòstat

Un reòstat és un resistor de resistència variable.
És per tant un tipus constructiu concret de potenciòmetre que habitualment rep aquest nom en comptes del de potenciòmetre en tractar-se d'un dispositiu capaç de suportar tensions i corrents molt alts i de dissipar potències molt importants.
Els reòstats són usats en enginyeria elèctrica en tasques com ara l'arrencada de motors o qualsevol tipus de tasca que requereixi variació de resistència en condicions d'alta tensió o corrent.